# 白子神社 (白子町)
白子神社（しらこじんじゃ）は、千葉県長生郡白子町 関（上総国長柄郡）にある神社。旧社格は郷社。
大己貴命（おおなむちのみこと）を主祭神とする。

## 概要
永承3年（1048年）、八斗に大己貴命を勧請し奉祭したことが白子神社の創祀といわれる。その後、大治元年(1126年）8月13日、里人が海岸で潮を汲んでいると沖より白い亀の上に白蛇がとぐろを巻いて乗ってくるのを見つけた。里人が「もし神さまならどうぞこの潮を汲む柄杓（ひしゃく）にお乗りください」と申し上げると白蛇はゆっくりと登り始めたと言う。里人は霊感を感じ、この白蛇を神として祀ったと伝えられている。白子神社が白蛇を大切にしているのはこの言い伝えによる。その後、白子では悪い病気や災害が人々を苦しめたため、久安3年(1147年）に現在の白子町関の南白亀台（なばきだい）に移してお祀りした。以来、白子神社は南白亀十二ヶ村の鎮守として大切に守られた。江戸時代の宝永5年(1708年）には正一位の極位を授けられ白子大明神の社号を賜った。明治維新の近代社格制度の整備に伴い白子大明神から白子神社へと社号を変え現在に至っている。
宝暦12年(1762年）再建の現本殿は平成28年に千葉県の有形文化財に、矢大神（随神像）は、昭和57年に白子町の有形文化財に指定されている。また境内の樹木群は白子町の天然記念物に指定されている。

## 行事
当社には春祭の主要儀式として五穀豊穣と産業隆昌を祈願する御田植祭が伝承されている。春祭の当日午前に本殿祭が行われ、午後から田植式典が始まる。神田に見立てた大太鼓を、氏子総代人が囲むなか、神主・田耕人・早乙女・田植歌手・牛子たちが、稲田の種まきから田植えまでの所作を古式ゆかしく演じるもので、屋内で行われる珍しい予祝神事であり、当社と氏子が伝統を守り白子町の無形民俗文化財に指定されている。

## 交通
- JR東日本・外房線 本納駅より小湊鉄道バス、白子中央公民館前下車徒歩8分